# Król z bliznami
Król z bliznami (ang. King of Scars) – powieść fantasy izraelsko-amerykańskiej autorki Leigh Bardugo, wydana przez Imprint 29 stycznia 2019. Polska wersja ukazała się nakładem wydawnictwa Mag 18 września tego samego roku w tłumaczeniu Wojciecha Szypuły i Małgorzaty Strzelec. Jest to pierwsza część dylogii, a jej kontynuacja to Rządy Wilków. Jest to również kolejny tom osadzony w Uniwersum Gruszów, rozgrywający się po Królestwie kanciarzy. Historia została napisana w trzeciej osobie, z trzech punktów widzenia: Nikołaja Lantsowa i Zoyi Nazyalensky z trylogii Cień i kość oraz Niny Zenik, która wystąpiła wcześniej w Szóstce wron. 

## Odbiór
Natychmiast po wydaniu powieść zajęła 1. miejsce na liście bestsellerów „The New York Times”. 

### Nagrody
| Rok  | Nagroda                 | Kategoria                                    | Wynik     | Źródło |
| ---- | ----------------------- | -------------------------------------------- | --------- | ------ |
| 2019 | Goodreads Choice Awards | Best Young Adult Fantasy and Science Fiction | nominacja | [ 3 ]  |
| 2019 | Nagroda Locusa          | Najlepsza powieść young adult                | nominacja | [ 4 ]  |